# Шомберки-Электростанция
Шомберки-Электростанция (пол. Szombierki Elektrownia, EC Szombierki Wąskotorowe) — остановочный пункт Верхнесилезских узкоколейных железных дорог в городе Бытом (расположен в дзельнице Шомберки), в Силезском воеводстве Польши. Имеет 1 платформу и 1 путь. Используются для перевозки туристов на узкоколейной линии Мястечко-Слёнске-Узкоколейная — Бытом-Узкоколейная.
Остановочный пункт на узкоколейной линии был основан в 2004 году результатом реконструкции ликвидированного путевого поста Бытом-Шомберки (польск. Bytom Szombierki).